# Theodor Staub
Theodor Staub (* 26. August 1864; † 7. Februar 1960 in Zürich) war ein Schweizer Blindenlehrer.

## Leben
Der Sohn eines Seidenfabrikanten erblindete mit sieben Jahren und erlernte mit fünfzehn Jahren die Blindenschrift. Er absolvierte eine Berufslehre im Stroh- und Tuchflechten sowie Holzdrechseln. Ab 1884 besuchte er natur- und geisteswissenschaftliche Vorlesungen an der Universität Zürich sowie am Polytechnikum. Von 1893 bis 1912 war er Lehrer für Blindenschrift und Naturkunde an der Blinden- und Taubstummenanstalt in Zürich. 1904 gründete er die Schweizerische Blindenleihbibliothek, 1907 das Schweizerische Blindenmuseum und 1911 den Schweizerischen Blindenverband, den er bis 1919 präsidierte. 1948 wurde er von der Universität Zürich mit einem Ehrendoktorat der Medizin ausgezeichnet.